# Thammasat-universiteit
De Thammasat-universiteit (Thai: มหาวิทยาลัยธรรมศาสตร์) in Bangkok, is de op een na oudste en een van de meest prestigieuze universiteiten van Thailand. De universiteit was voorheen bekend als de Universiteit van Morele en Politieke Wetenschap. Sinds de oprichting in 1934 hebben er op de universiteit meer dan 240.000 studenten gezeten. De meeste politici (landelijk, maar ook onder andere van de stad Bangkok) en hoge functionarissen in het bedrijfsleven en bankwezen van Thailand hebben gestudeerd aan deze universiteit. De faculteiten economie, rechten en bestuurskunde worden beschouwd als de beste in Zuidoost-Azië.